# トーン・ステリング
トーン・ステリング（Toon Stelling、1964年4月25日 - ）は、オランダの男性空手家、総合格闘家。ユトレヒト出身。		 
格闘技との最初の出会いは和道流空手であり、後に極真武道会に移った。そして柔道をウィリアム・ルスカに、レスリングとサンボをクリス・ドールマンに習った。和道流空手では二段、極真武道会では六段、柔道では初段を取得。また、クラヴ・マガのインストラクターの資格を持つ。オランダの新興総合格闘技であるバロカイやリングス・オランダの大会で活躍した。その後船木誠勝・鈴木みのるにパンクラスの旗揚げ前にオランダでスカウトされ、パンクラスで活動した。

## 獲得タイトル
- オランダ空手選手権ミドル級8連覇[1]
- 空手欧州選手権優勝（1982年）[1]
- WUKO世界空手道選手権大会 -75kg級 優勝（1984年）[2]